# مارسيلا باز فاكاريزا
مارسيلا باز فاكاريزا إتشيفيري (بالإنجليزية: Marcela Paz Vacarezza Etcheverry)‏ (من مواليد 8 مايو 1970 في أنتوفاغاستا) هي مقدمة برامج تلفزيونية وعالمة نفسية من شيلي. هي زوجة المذيع التلفزيوني رافائيل أرانيدا ولديها ثلاثة أطفال، مارتينا وفلورنسيا وفيسنتي.